# NGC 5718
NGC 5718 (другие обозначения — UGC 9459, MCG 1-37-47, ZWG 47.137, ARP 171, KCPG 431B, PGC 52441) — галактика в созвездии Дева.
Этот объект входит в число перечисленных в оригинальной редакции «Нового общего каталога».